# BBC Essex
BBC Essex – brytyjska stacja radiowa należąca do BBC i pełniąca w sieci tego nadawcy funkcję stacji lokalnej dla hrabstwa Essex. Kanał został uruchomiony 5 listopada 1986 i obecnie można go słuchać w analogowym i cyfrowym przekazie naziemnym, a także w Internecie. 
Siedziba stacji znajduje się w Chelmsford. Oprócz produkowanych tam audycji własnych stacja transmituje audycje siostrzanych stacji lokalnych BBC Radio Cambridgeshire, BBC Radio Norfolk, BBC Radio Suffolk, BBC Radio Northampton i BBC Radio Leeds, a także wspólny program nocny program ogólnokrajowego BBC Radio 5 Live.